# نمر سريلانكا
النمر السريلانكي Sri Lanka Leopard، واسمه العلمي (Panthera pardus kotiya).
النمر السريلانكي من الحيوانات الثديية اللاحمة (اللواحم)، والتي تتبع عائلة السنوريات (القططيات)، وهي إحدى نويعات النمور، وتعيش فقط في جزيرة سريلانكا، وهي تعتبر من الحيوانات المُهددة بالانقراض.

## الصفات الخارجية
يعتبر النمر السريلانكي واحدًا من سُلالات النمور الثمانية المعروفة، ويمتاز بفرائه ذو اللون الأسمر المصفر أو الأصفر الصدئي مع وجود نقاط أو «ورديات» داكنة اللون. ويصل وزن الإناث إلى 29 كيلوجرامًا، بينما يصل وزن الذكور من 56 إلى 77 كيلوجرامًا.

## التغذية
يتغذى النمر السريلانكي على الكثير من الحيوانات الثديية الكبيرة مثل أيل أكسيس المُنقط Axis spotted deer، وأيل السامبار Sambar deer، والأيل النباح barking deer، والخنزير البري wild boar، والقرود monkeys. كما يتغذى على الحيوانات الثديية الصغيرة، والطيور، والزواحف.

## الانتشار

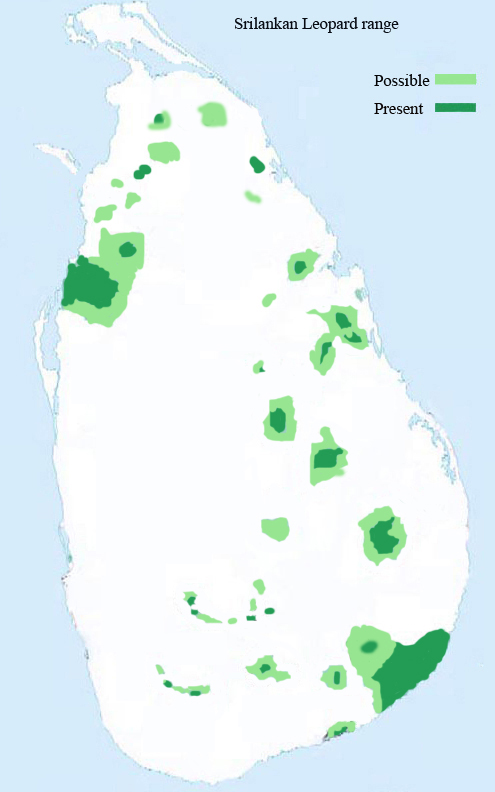
التواجد الحالي (الأخضر)، المحتمل (الأخضر الفاتح) في سريلانكا

يُعتبر النمر السريلانكي من الحيوانات المحلية، والتي تعيش فقط في جزيرة سريلانكا، وهو يُعتبر المُفترس الأعلى في الهرم الغذائي، وينتشر في جميع أرجاء الجزيرة، في المناطق المحمية وخارجها.

## وصلات خارجية
- النمر السريلانكي (بانثرا باردوس كوتييا، درانيياجالا 1956).